# حمله انتحاری دی ۱۳۹۶ کابل
حمله انتحاری جدی ۱۳۹۶ کابل حمله انتحاری بود که روز ۷ جدی/دی ۱۳۹۶ در مراسمی که به منظور سالروز هجوم نیروهای شوروی به افغانستان در مرکز فرهنگی تبیان واقع در منطقه هزاره‌نشین کابل برگزار شده بود رخ داد و در نتیجه آن۵۲ تن کشته و ۹۰ تن دیگر زخمی شدند.

## جزئیات
سه انفجار قبل از ظهر ۷ جدی/دی ۱۳۹۶ در مرکز فرهنگی تبیان واقع در حوزه ششم امنیتی کابل رخ داد. مهاجم انتحاری در دفتر این مرکز خود را منفجر کرده و دو بمب مغناطیسی دیگر نیز که در دیواره‌های این مرکز جاسازی شده بوده نیز منفجر شده است. تمامی قربانیان این حمله را افراد غیر نظامی و بیشتر آنان را جوانانی تشکیل میدهد که اعضای بدنشان قطع شده و دچار سوختگی شدید شده بودند. در میان زخمیان کودکان و زنان نیز حضور دارد.

## واکنش‌ها
- ریاست جمهوری افغانستان با انتشار اعلامیه‌ای این حمله را محکوم و آن را جنایتی ضد بشری و فاجعه انسانی خواند.[۴]
- ریاست اجرائیه، سفارت ایران، دفتر معاونت سازمان ملل متحد درافغانستان (یوناما)، دفتر نماینده ملکی ناتو و برخی دیگر از نهادهای ملی و بین‌المللی این حمله را محکوم کردند.[۵]

## مسئولیت
داعش مسئولیت این حمله را بر عهده گرفت اما هیچ سندی در این خصوص ارائه نکرد.